# Калибр (ракета)
ОКР «Калибр» (ранее объединён с ОКР «Бирюза») — семейство советских и   российских крылатых ракет, по кодификации НАТО SS-N-27 «Sizzler» (с англ. — «пекло», очень жаркий день). Разработаны и производятся ОКБ «Новатор».

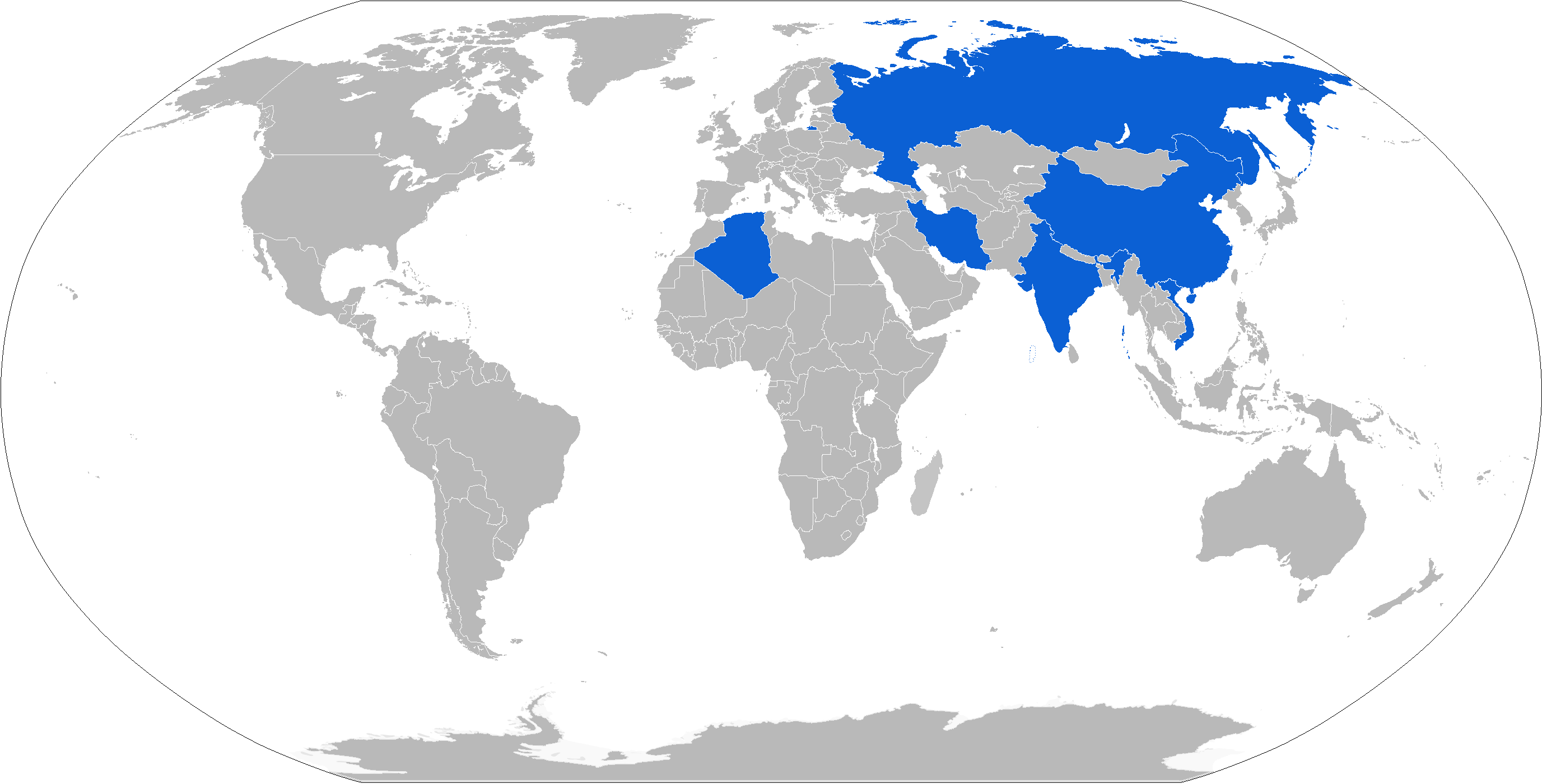
Страны-операторы ракет семейства «Калибр»

## История создания
Ракеты семейства «Калибр» были созданы на основе двух проектов: разработанной в течение периода с 1975 по 1984 год в СМКБ «Новатор» стратегической ядерной крылатой ракеты 3М10 с боевым радиусом 2500 км и конкурса противокорабельных ракет «Альфа» (ОКР «Бирюза»). Первоначально в конкурсе ОКР «Бирюза» участвовала только сверхзвуковая ракета ПКР «Яхонт», однако её разработка затянулась, и ракета вышла дорогой. В то же время у проекта 3М10 появились проблемы из-за намечавшегося Договора о сокращении ракет средней и меньшей дальности. И ОКБ «Новатор» в инициативном порядке в 1986 году была предложена на конкурс неядерная версия морского варианта ракеты «КС-122», тем не менее она не устроила приёмную комиссию из-за дозвуковой скорости атаки. Работы были продолжены, и в 1990 году появилась готовая версия со сверхзвуковым финишным ускорителем для преодоления систем обороны противника. Однако начавшийся распад СССР приостановил внедрение этого изделия.
Также параллельно велась разработка противолодочного комплекса на базе «КС-122» для замены громоздких и морально устаревших комплексов «Водопад» и «Раструб-Б». Первый вариант ракеты данного направления был представлен в 1997 году.
Широкой публике ракеты семейства «Калибр» впервые были представлены на МАКС-93.
По состоянию на 2019 год ракетный комплекс «Калибр» стоит на вооружении ВМФ России. По данным из открытых источников, максимальная дальность стрельбы крылатой ракетой 3М14 из состава этого комплекса, летящей на дозвуковой скорости, достигает около 2 тыс. км. Для надводных кораблей разработан вариант комплекса «Калибр-НК», для подлодок — «Калибр-ПЛ». «Калибром», в частности, вооружаются российские фрегаты проекта 22350, корветы проекта 21631 «Буян-М», многоцелевые атомные подлодки проекта 885 «Ясень», неатомные субмарины проектов 877 и 636.3, другие корабли.
8 января 2018 года в СМИ появились сообщения о начале работ по разработке модифицированной версии ракеты «Калибр-М». По словам источника, «Для ВМФ разрабатывается новейшая высокоточная крылатая ракета „Калибр-М“ корабельного базирования с максимальной дальностью стрельбы более 4,5 тыс. км. Создание ракеты находится на этапе научно-исследовательских работ и профинансировано Минобороны». Ракета — не обязательно в калибре 533 мм.
Источник добавил, что новая ракета будет отличаться от стоящих на вооружении «Калибров», как большей дальностью стрельбы, так и своими габаритами. «Ракета будет существенно больше, вес её боевой части приблизится к 1 т», — отметил он. По словам собеседника агентства, новой ракетой планируется оснащать крупные надводные корабли начиная с фрегатов, а также атомные подлодки. «Калибр-М» предназначен для уничтожения сухопутных объектов и будет способен нести как обычную, так и ядерную боевую часть".
5 февраля 2019 года Министр обороны РФ Сергей Шойгу заявил о необходимости разработки в течение 2019—2020 годов наземного варианта комплекса «Калибр».

### Производство в условиях санкций
В ноябре 2022 года The New York Times, опираясь на данные военной разведывательной фирмы Janes, сообщила, что Россия начала создавать запасы микросхем и других высокотехнологичных компонентов, необходимых для производства высокоточных ракет, ещё несколько лет назад, учитывая ухудшение отношений между Москвой и Западом.

В июне 2022 темпы производства ракет «Калибр» оценивались 100—120 штук в год, в том числе за счёт производства других боеприпасов. За период с февраля 2022 по май 2023 в среднем было произведено 15 ракет в месяц.

## Номенклатура ракет
Представлены характеристики экспортной модификации ракетной системы «Калибр» (Club)(Э). Точных характеристик системы, поступающей на вооружение российской армии, в открытом доступе нет, кроме публикации о ракетах для АПЛ проекта 885.
Противокорабельные ракеты (приведены по открытым данным для экспортного варианта)
- 3М-54К/3М-54Т (3М-54КЭ/3М-54ТЭ) и 3М-54КЭ1/3М-54ТЭ1 (укороченные под стандартный ТА НАТО) — ракеты штатной комплектации с проникающей боевой частью фугасного действия, помещённые в транспортно-пусковой контейнер/стакан;
- 3М-54КЭК (3М-54ТЭК) и 3М-54КЭК1 (3М-54ТЭ1К) — ракеты контрольной комплектации с инертной боевой частью, предназначенные для учебных пусков, помещённые в транспортно-пусковой контейнер (транспортно-пусковой стакан);
- 3М-54КЭУД (3М-54ТЭУД), 3М-54КЭ1УД (3М-54ТЭ1УД), 3М-54КЭУС (3М-54ЭУС), 3М-54Э1УС, 3М-54КЭРМ (3М-54ТЭРМ) и 3М-54КЭ1РМ (3М-54ТЭ1РМ) — соответственно учебно-действующие, учебно-стендовые (для тренировок по заправке жидким топливом) и учебно-разрезные макеты ракет из состава УТС комплекса, помещённые в транспортно-пусковой контейнер (транспортно-пусковой стакан) для обучения и отработки практических навыков личного состава по эксплуатации и техническому обслуживанию ракет;
- 3М-54КЭГВМ и 3М-54ТЭГВМ — габаритно-весовые макеты, предназначенные для обучения персонала погрузочно-разгрузочным работам.[источник не указан 17 дней]

Ракеты против наземных целей (приведены по открытым данным для экспортного варианта)
- 3М-14К/3М-14Т (3М-14КЭ/3М-14ТЭ) — ракета штатной комплектации с боевой частью фугасного действия, помещённая в транспортно-пусковой контейнер/стакан;
- 3М-14КЭК (3М-14ТЭК) — ракета контрольной комплектации с инертной боевой частью, предназначенная для учебных пусков, помещённая в транспортно-пусковой контейнер (транспортно-пусковой стакан);
- 3М-14КЭУД (3М-14ТЭУД), 3М-14КЭУС (3М-14ЭУС) и 3М-14КЭРМ (3М-14ТЭРМ) — соответственно учебно-действующие, учебно-стендовые (для тренировок по заправке жидким топливом) и учебно-разрезные макеты ракет из состава УТС комплекса, помещённые в транспортно-пусковой контейнер (транспортно-пусковой стакан) для обучения и отработки практических навыков личного состава по эксплуатации и техническому обслуживанию ракет;

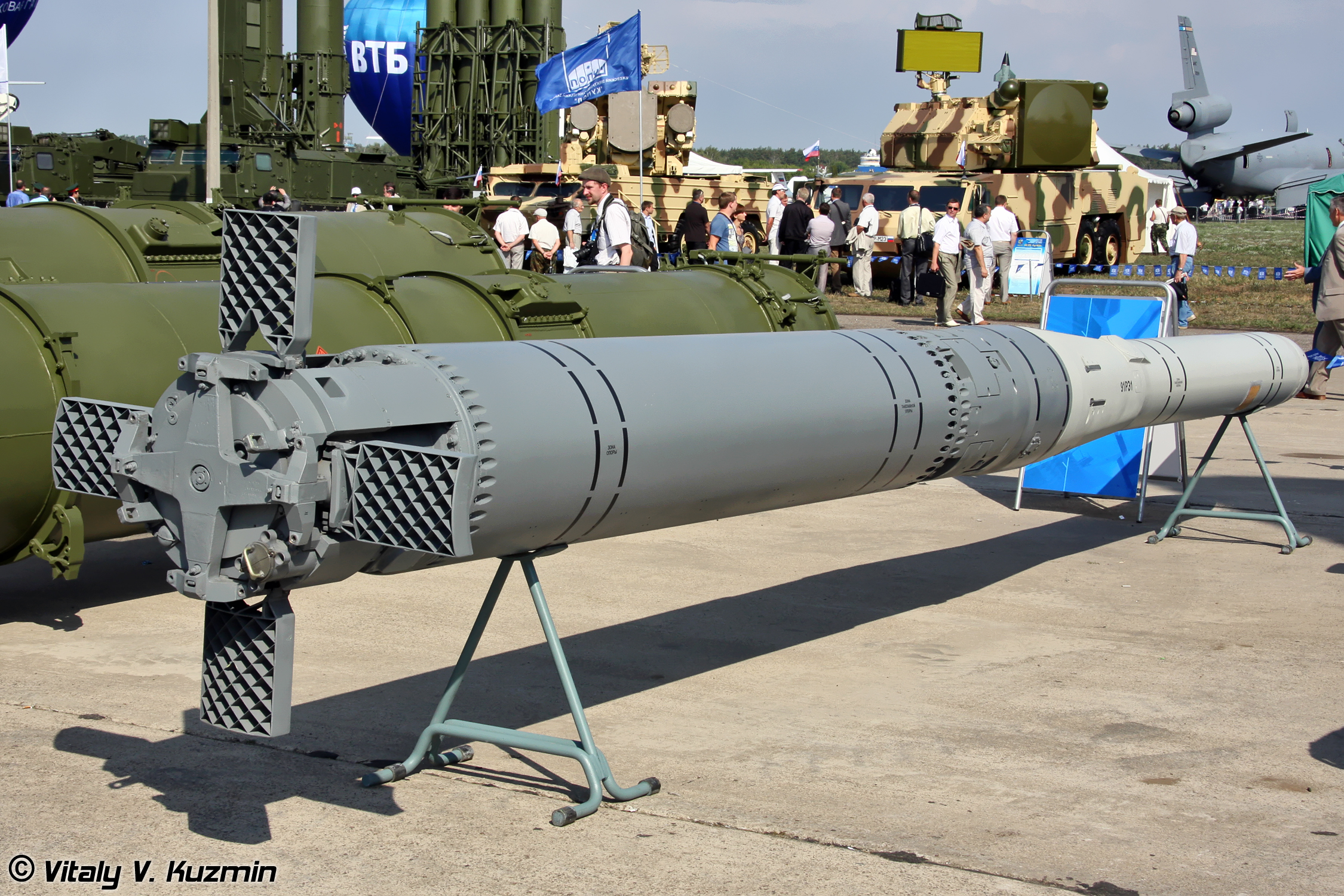
Противолодочная ракета 91РЭ1 для вооружения подводных лодок

- 3М-14ТЭГВМ — габаритно-весовые макеты, предназначенные для обучения персонала погрузочно-разгрузочным работам.[источник не указан 17 дней]
- 3М-14** — ракета с неизвестной маркировкой, оснащённая термоядерной боевой головкой до 1 кт с дальностью пуска до 2600 км (обеспечивает сплошное поражение живой силы в радиусе 700 м)[12]

Противолодочные ракеты
- Ракета-торпеда 91Р1, 91РУ, 91РУК (91РЭ1)
- Ракета-торпеда 91РТ2 (91РТЭ2)

## Тактико-технические характеристики
Тактико-технические характеристики ракет семейства «Калибр», стоящих на вооружении Вооружённых сил России, доподлинно неизвестны.
По сообщениям от 2012 года, дальность стрельбы ракетами «Калибр» по морским целям составляет 375 км, по наземным — 2600 км.
По ряду других сообщений, дальность 3М14 составляет от 2000 км до 2600 км (в термоядерном боевом оснащении с боеголовкой до 1 кт).
11 марта 2016 года на церемонии поднятия Андреевского флага на фрегате «Адмирал Григорович» командующий Черноморским флотом ВМФ РФ заявил, что данный корабль имеет область боевого воздействия в 800 тыс. км² при стрельбе по морским целям, и в 7 млн км² — при стрельбе по наземным объектам. Это говорит о возможности корабля поражать надводные цели в радиусе около 500 км, наземные — в радиусе около 1500 км (с неядерной боевой частью).
19 октября 2017 года, выступая в рамках дискуссии в клубе «Валдай», Верховный главнокомандующий ВС РФ Президент России В. В. Путин назвал дальность полёта КР «Калибр» морского базирования — 1400 км.
Как сообщили в начале февраля 2019 года высокопоставленные источники в госструктурах, дальность ракеты «Калибр-НК» морского базирования в случае переноса на сушу составит до 2,6 тыс. км.

### Тактико-технические характеристики ракет в экспортном исполнении
| Ракета                             | 3М-54Э                      | 3М-54Э1                     | 3М-14Э                                             | 91РЭ1            | 91РТЭ2          |
| ---------------------------------- | --------------------------- | --------------------------- | -------------------------------------------------- | ---------------- | --------------- |
| Внешний вид                        | 3М54Э                       | 3М54Э1                      | 3М14Э                                              | 91РЭ1            | 91РТЭ2          |
| Длина, м                           | 8,22                        | 6,20                        | 6,20                                               | 7,65             | 6,20            |
| Диаметр, мм                        | 533                         | 533                         | 533                                                | 533              | 533             |
| Стартовая масса, кг                | 2000                        | 1500                        | 1770                                               | 2100             | 1200            |
| Боевая часть                       | Проникающая фугасная 200 кг | Проникающая фугасная 400 кг | Осколочно-фугасная или проникающая фугасная 450 кг | Торпеда МПТ-1УМЭ | Торпеда АПР-3МЭ |
| Дальность полёта                   | 200 км                      | 300 км                      | <1500 км                                           | 50 км            | 40 км           |
| Скорость полёта, в числах Маха (М) | На марше: 0,8 У цели: 2,9   | 0,8                         | 0,8                                                | 2,5              | 2,0             |
| Траектория (высота полёта)         | На марше: 20 м У цели: 10 м | 20 м                        | Над морем: 20 м Над сушей: 50-150 м                | Баллистическая   | Баллистическая  |
| Система управления                 | ИНС + РЛГСН                 | ИНС + РЛГСН                 | ИНС + РЛГСН + коррекция по данным ГЛОНАСС или GPS  | ИНС              | ИНС             |

### Радиолокационная головка АРГС-54Э
АРГС-54Э предназначена для обнаружения и точного наведения крылатых ракет на надводную цель на конечном участке траектории полёта ракет 3М-54Э
Основные тактико-технические характеристики
- Может быть использована как при одиночном, так и при групповом применении ракет.
- Обеспечивает наведение ракеты на цель в секторе углов по азимуту ± 45°, по углу места — от +10° до −20°.
- Максимальная дальность действия — до 65 км.
- Может быть использована в любое время суток при температуре окружающего воздуха от −5 °C до +10 °C, в условиях дождя и тумана, волнении моря до 6 баллов.
- Массо-габаритные данные:
  - масса без обтекателя — не более 40 кг;
  - диаметр (максимальный) — 420 мм;
  - длина — 700 мм[20].

### Радиолокационная головка АРГС-14Э
АРГС-14Э предназначена для точного наведения крылатой ракеты на наземные цели на конечном участке траектории полёта ракет Club-N и Club-S в условиях противодействия.
Основные тактико-технические характеристики
- Может быть использована как при одиночном, так и при групповом применении ракет.
- Обеспечивает обнаружение наземных целей в секторе углов по азимуту ± 45°, по углу мест — от +10° до −2° по различным траекториям.
- Максимальная дальность действия — до 20 км.
- Может быть использована в любое время суток при температуре окружающего воздуха от −50 °C до +50 °C, в сложных метеоусловиях на любой географической широте.
- Массо-габаритные данные:
  - масса без обтекателя — не более 40 кг;
  - диаметр (максимальный) — 514 мм;
  - длина — 660 мм.

## Носители крылатых ракет «Калибр»

### Морские системы
- ракетный комплекс «Калибр-НК» (Club-N), устанавливаемый на надводные корабли. Интегрирован в вертикальную пусковую установку 3С14.
- модульный ракетный комплекс Club-U, устанавливаемый на надводные корабли.
- ракетный комплекс Калибр-ПЛ (Club-S), устанавливаемый на подводные лодки. Интегрирован в 533-мм торпедные аппараты. Ракета «Калибр» представляет собой ракетную торпеду, сначала производится пуск торпеды, после чего удаляется торпедная часть и далее ракета следует по воздушным участкам, как ракета[21].

### Авиационные системы
- ракетные комплексы «Калибр-А» (Club-A), устанавливаемые на самолёты.

### Сухопутные системы

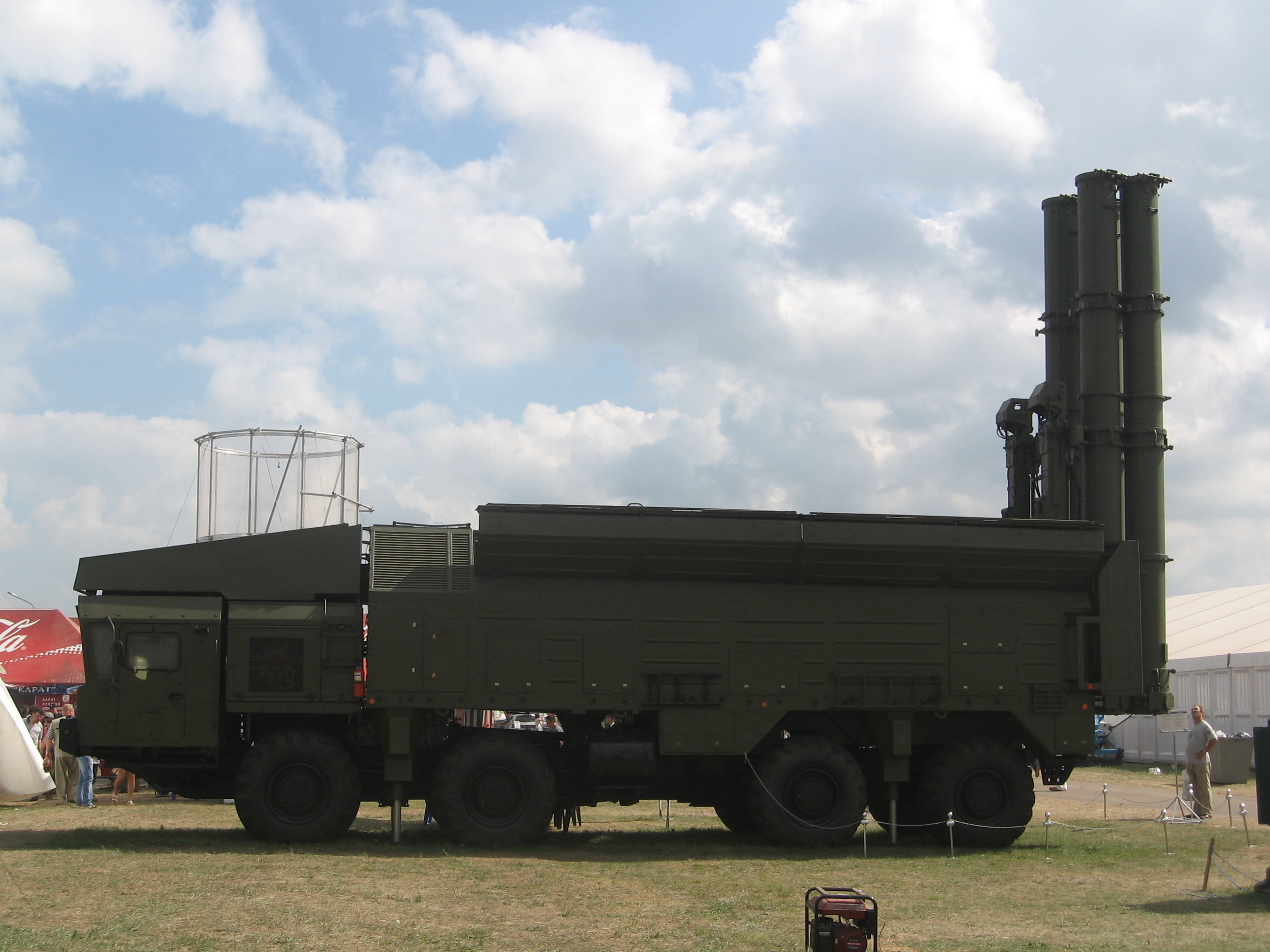
Самоходная пусковая установка Club-M на базе МЗКТ-7930

Сухопутные варианты комплекса при условии использования ракет дальностью свыше 500 км являются наиболее дискуссионными, так как потенциально нарушают договор об РСМД. По мнению разведки США, такие комплексы с крылатыми ракетами «Калибр» были созданы в РФ не только в варианте прототипа, а приняты на вооружение и пусковые установки и системы управления пуском разработаны на базе ОТРК «Искандер». По мнению ЦРУ, на боевом дежурстве находятся 2 дивизиона таких комплексов из 8 самоходных пусковых установок с большим запасом таких ракет. Другая версия, что ракета, используемая данными комплексами, является наземным вариантом ракеты X-101, а не «Калибр».
- ОТРК «Искандер-К»[23] (предположительно)
- контейнерный ракетный комплекс Club-K на железнодорожной или автомобильной платформе. Интегрированный в 20- и 40-футовые ISO-контейнеры.

### Носители

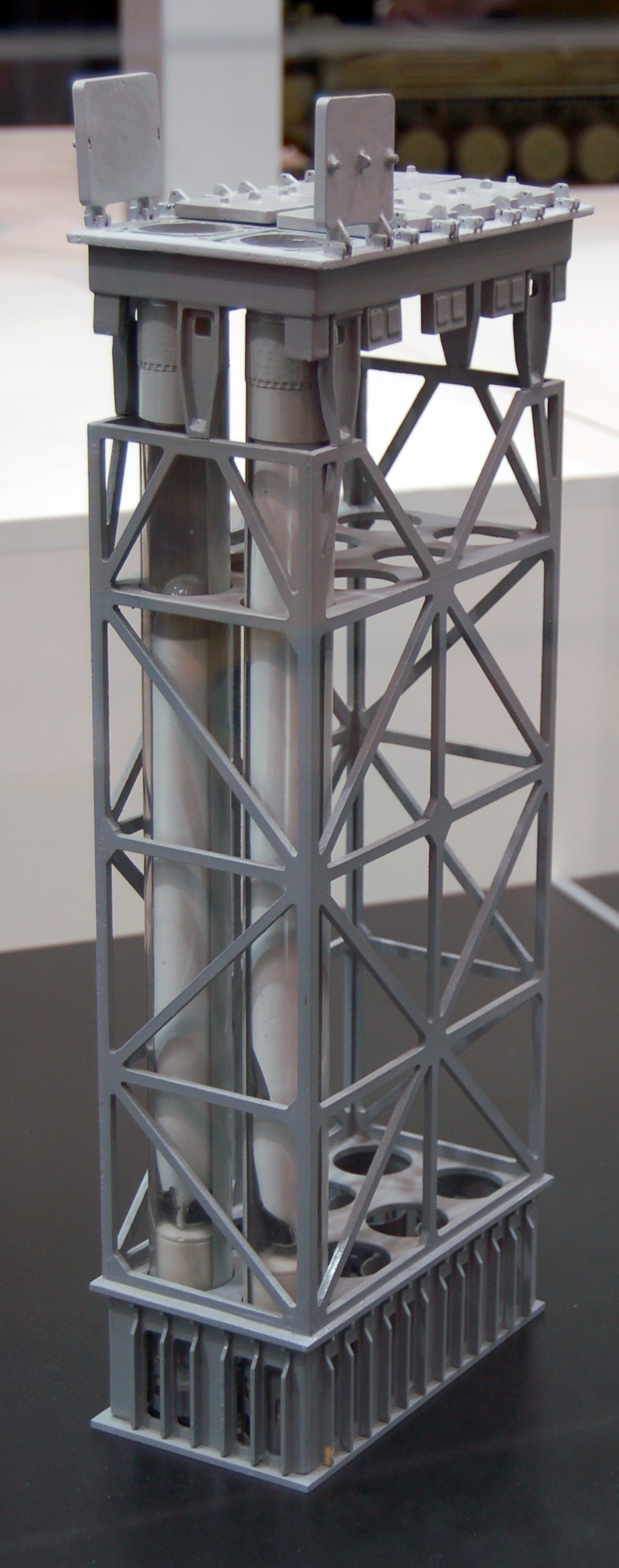
Макет пусковой установки 3С14

Ракетами семейства «Калибр-НК» и «Калибр-ПЛ» оснащаются следующие корабли российского и иностранных флотов:
- Фрегаты проекта 22350 «Адмирал Горшков»;
- Фрегаты проекта 11356 «Буревестник»;
- Фрегаты типа «Тальвар»;
- Фрегаты типа «Шивалик»;
- Корветы проекта 20385 «Гремящий»;
- Ракетные корабли проекта 11661 (в зависимости от модификации);
- Малые ракетные корабли проекта 21631 «Буян-М»;
- Малые ракетные корабли проекта 22800 «Каракурт»;
- Патрульные корабли проекта 22160 «Василий Быков» (в зависимости от модификации);
- Подводные лодки проекта 955 «Борей»;
- Подводные лодки проекта 885 «Ясень»;
- Подводные лодки проекта 636 «Варшавянка»;
- Подводные лодки проекта 677 «Лада»;
- Подводные лодки проекта 971 «Щука-Б»;
- Подводные лодки проекта 877 «Палтус»;
- Маршал Шапошников (большой противолодочный корабль).

По словам бывшего Главкома ВМФ Виктора Чиркова, в ближайшем будущем большинство кораблей ВМФ РФ советской постройки, включая крейсеры проекта 1144, эсминцы проекта 956 и большие противолодочные корабли проекта 1155, пройдя модернизацию, получит на вооружение ракетные комплексы с ракетами Калибр и Оникс.
«За последние годы разработано, сдано или сдаётся в эксплуатацию пусковое оборудование и средства загрузки для ракетных комплексов 3К14, 3М55, 9К, 3К96, а также для малогабаритного торпедного комплекса „Пакет“, размещаемых на новейших кораблях ВМФ России. Семейство вертикальных пусковых установок надводных кораблей типа 3С14 обеспечивает размещение на НК проектов 1161К, 21631, 11356М изделий комплекса 3К14 [КРО „Калибр“], а на НК проектов 22350, 20385, 11442М кроме того ещё и изделий комплексов 3М55 [ПКР „Оникс“] и 9К [ПЛУР − ракето-торпеды ОКБ „Новатор“]. КБСМ является разработчиком и поставщиком серийно изготавливаемых транспортно-пусковых стаканов из композиционных материалов с разрушаемой крышкой для изделий комплексов 3К14 и 9К. Для загрузки изделий указанных комплексов в ПУ НК созданы комплексы средств погрузки (КСП) типа СМ-456». Маловероятно, что неприменимость ПКРК «Оникс» в некоторых УКСК связана с размерами боеприпасов, так как 3М14 и 3М55 (без ТПС) имеют примерно одинаковую длину (по некоторым данным − около 8,1 и 8,6 м). Скорее всего, боекомплект 3С14 урезается искусственно за счёт системы управления. Особенно нелепо это выглядит на примере 20385 (корвет с «Ониксом») и 11356 (фрегат без «Оникса»).

## Операторы
- Россия: За период с 2012 по 2020 год количество крылатых ракет, относимых к стратегическим неядерным силам РФ, выросло в 37 раз. К этому виду вооружений относят крылатые ракеты морского базирования (КРМБ) «Калибр», авиационного Х-101 и наземного Р-500[29].
- Индия
- Китай
- Вьетнам
- Алжир

## Боевое применение

### Операция России в Сирии
Крылатые ракеты семейства «Калибр» неоднократно применялись российскими войсками в Сирии, где было первое их боевое применение.
| Дата       | Ракета  | Количество | Носитель                                                            | Цель |
| ---------- | ------- | ---------- | ------------------------------------------------------------------- | --- |
| 07.10.2015 | 3М14Т   | 26         | РК «Дагестан» МРК «Град Свияжск» МРК «Углич» МРК «Великий Устюг»    | 11 целей в Сирии на расстоянии свыше 1500 км                                                                             |
| 20.11.2015 | 3М14Т   | 18         | корабли Каспийской флотилии                                         | По 7 целям позиций террористов в сирийских провинциях Ракка, Идлиб и Алеппо                                              |
| 08.12.2015 | 3М14К   | 4          | ДЭПЛ «Ростов-на-Дону»                                               | Удар по двум крупным пунктам террористов «Исламского государства» на территории Ракки в Сирии                            |
| 19.08.2016 | 3М14Т   | 3          | МРК «Зелёный Дол» МРК «Серпухов»                                    | По целям террористической группировки «Джебхат ан-Нусра» на территории Сирии                                             |
| 15.11.2016 | 3М14Т   | 3          | фрегат «Адмирал Григорович»                                         | По террористам в сирийских провинциях Идлиб и Хомс                                                                       |
| 31.05.2017 | 3М14Т/К | 4          | СКР «Адмирал Эссен» ДЭПЛ «Краснодар»                                | По позициям боевиков, находившихся восточнее Пальмиры                                                                    |
| 23.06.2017 | 3М14Т/К | 6          | фрегат «Адмирал Эссен» фрегат «Адмирал Григорович» ДЭПЛ «Краснодар» | Удар по объектам «Исламского государства» (ИГ) в Сирии                                                                   |
| 05.09.2017 | 3М14Т   | 6          | фрегат «Адмирал Эссен»                                              | По объектам ИГ в Сирии в районе Дейр-эз-Зора                                                                             |
| 14.09.2017 | 3М14К   | 7          | ДЭПЛ «Великий Новгород» ДЭПЛ «Колпино»                              | По объектам группировки ИГ в Сирии. Дальность удара составила от 500 до 670 км                                           |
| 22.09.2017 | 3М14К   | 3          | ДЭПЛ «Великий Новгород»                                             | По объектам террористической группировки «Джебхат-ан-Нусра» в провинции Идлиб. Дальность до целей составила около 300 км |
| 05.10.2017 | 3М14К   | 10         | ДЭПЛ «Великий Новгород» ДЭПЛ «Колпино»                              | По террористам запрещённой в России группировки ИГИЛ в Сирии крылатыми ракетами «Калибр»                                 |
| 31.10.2017 | 3М14К   | 3          | ДЭПЛ «Великий Новгород»                                             | По объектам боевиков ИГИЛ в провинции Дейр-эз-Зор в районе Аль-Букемаль                                                  |
| 03.11.2017 | 3М14К   | 6          | ДЭПЛ «Колпино»                                                      | По объектам боевиков ИГИЛ в провинции Дейр-эз-Зор в районе Аль-Букемаль                                                  |

### Российско-украинская война
Крылатые ракеты «Калибр» применялись российскими войсками с первого дня вторжения России на Украину. В начале вторжения удары в основном наносились с кораблей и, вероятно, подводных лодок ВМФ России, находящиеся за пределами зон поражения украинского вооружения по ключевым целям, таким как пункты управления и контроля, авиабазы и батареи ПВО, объекты критической инфраструктуры. В первый день было запущено не менее 30 ракет, главной целью которых являлось ослабление украинской обороны.
Ракеты «Калибр», как и другие крылатые ракеты, использовались для ударов по гражданским и правительственным объектам, в том числе по зданию Харьковской областной государственной администрации, в ходе которого погибли одиннадцать человек, в том числе семья с тремя детьми Также ракеты Калибр были использованы в ходе ракетного удара по Виннице, причинив ущерб гражданской инфраструктуре города и повлекший гибель мирных жителей.
Военный аналитик Брент Иствуд отмечает что ракеты «Калибр» являются российским аналогом американской крылатой ракеты «Томагавк» и могут легко преодолеть украинские ПВО: ракета летит низко, управляется и маневрирует в полёте, может уклоняться от радаров ПВО, делая задачу поражения её украинскими средствами ПВО очень трудной им противоречит мнение экспертов RUSI, которые сообщают, что к концу 2022 года Вооруженные силы Украины перехватывали 70-80 % крылатых ракет Калибр, выпущенных Россией.

## Критика
По состоянию на 2024 год выход кораблей-носителей «Калибр» вызывает тревогу и рассредоточение войск, снижая эффективность ударов. Базы Черноморского флота регулярно подвергаются атакам, что привело к потере части кораблей-носителей «Калибров». Высокая стоимость закупки и обслуживания носителей ракет негативно сказывается на потенциале системы.